# Ventrikel (hjertet)
En ventrikel, kendt på dansk som et hjertekammer, er det større af kammertyperne i hjertet som modtager det tilbagevendende blod fra forkamrene og derefter pumper det ud i det omkringliggende kredsløb.
I menneskehjertet er der to ventrikler, et til hver atrium, hvoraf det venstre pumper iltet blod ud til kroppens diverse muskler og organer via aorta, imens det højre sender afiltet blod til lungerne via truncus pulmonales. De to hjertekamre er altså ansvarlige for henholdsvis det store og det lille kredsløb, og er adskilt i midten af septum interventriculare.

## Struktur
Hjertekamrene har meget tykkere, og mere uregelmæssige, vægge sammenlignet med forkamrene. Disse vægge er ulig forkamrene hovedsageligt bestående af hjertemuskulatur, hvilket gør dem i stand til at fremstille meget større tryk gennem deres kontraktion end forkamrene. Dette er især vigtigt for det venstre hjertekammer, da dette skal pumpe ud til hele kroppen og derfor også har en meget tykkere muskelvæg.
På indersiden af hjertekamrene kan en række strukturer observeres, i modsætning til forkamrenes relativt glatte vægge. De mest bemærkelsesværdige af disse strukturer er de fremtrædende lister dannet af den indre muskulatur, trabeculae carnae, samt de koniske musculi papillares og deres tilhæftede chordae tendineae som forbinder muskelkeglerne med nogle af ventriklens klapper.
I mennesker har begge ventrikler to hjerteklapper hver, én semilunær klap ud til dens tilhængende arterie og én atrioventrikulær klap (AV-klap) fra dens tilhørende forkammer.

### Højre hjertekammer
Det højre hjertekammer, ventriculus dexter, er det mindste af de to hjertekamre, med en vægtykkelse på kun omkring 4mm. Den er formet nogenlunde som et bøjet rør, hvoraf indmundingsdelen fra højre atrium er den tykkeste, hvorefter kamret indsnævrer og bugter sig om til dens udgang til truncus pulmonales. Udmundingen til truncus pulmonales danner en protrusion i toppen af hjertet, som kaldes conus arteriosus. Conus arteriosus er også bemærkelsesværdig da den er glatvægget, ligesom det kar den udmunder i.
Højre hjertekammers indmunding fra højre forkammer er benævnt ostium atriventriculare dextrum og er dækket af tricuspidalklapperne. Udmundingen benævnes ostium trunci pulmonales og er dækket af pulmonalklapperne.
Tricuspidalklapperne er tilhæftet højre hjertekammers tre pappilærmuskler via chordae tendineae:
- Musculus papillaris anterior, som er den større af de tre
- Musculus papillaris posterior
- Musculus papillaris septalis, som i regel er en lille muskelgruppe med origo i septalvæggen til venstre ventrikel.

### Venstre hjertekammer
Det venstre hjertekammer, ventriculus sinister, er meget kraftigere end højre hjertekammer, med en vægtykkelse på godt og vel 1cm. Dette kammer er mere keglefarmet, med basis superiort imod atriet. Både indmundingen fra venstre atrium, ostium atrioventriculare sinister, og udmundingen til aorta, ostium aortae, befinder sig på basis af kegleformen.
Ostium atrioventriculare sinister er dækket af mitralklapperne, som også tilhæfter klappen til indersiden af venstre hjertekammer via chordae tendineae. Ostium aortae er beklædt med aortaklapperne.
Der er kun to papillærmuskler i venstre hjertekammer:
- Musculus papillaris anterior
- Musculus papillaris posterior

Klapperne i venstre hjertekammer er ikke lige store, og den forreste af disse fungerer som skilningsvæg imellem den posteriore fyldningdel og den anteriore tømningsdel.